# Pelidnota prasina
Pelidnota prasina är en skalbaggsart som beskrevs av Hermann Burmeister 1844. Pelidnota prasina ingår i släktet Pelidnota och familjen Rutelidae. Inga underarter finns listade i Catalogue of Life.